# Carnival in Coal
Carnival in Coal – francuska grupa grająca awangardowy metal założona w 1995 w Amiens. Pod względem stylu oraz granej muzyki Carnival jest porównywany do amerykańskiej grupy metalowej, Mr Bungle. Styl zespołu to połączenie death metalu oraz black metalu wraz z elementami disco oraz popu.
Na początku swojej kariery muzycznej zespół wydawał swoje płyty w nieistniejącej obecnie wytwórni War On Majors Record. W następnych latach wytwórnia współpracowała z innymi francuskimi wytwórniami w tym m.in. Season of Mist. W 2005 roku Carnival in Coal podpisał kontrakt z brytyjską wytwórnią Earache Records. W ostatnich latach istnienia zespół współpracował z rodzimą wytwórnią Equilibre Music.
W swojej historii zespół występował m.in. na festiwalach muzyki metalowej w Clisson oraz Chaulnes. W 2006 roku zespół wystąpił na festiwalu w stolicy Czech, Pradze.
Carnival in Coal został oficjalnie rozwiązany we wrześniu 2007 roku.

## Członkowie zespołu
- Arno Strobl - wokal
- Axel Wursthorn - instrumenty

### Byli członkowie
- Frédéric Leclercq (Dragonforce) - gitara
- El Worm - gitara
- Timmy Zecevic - instrumenty

## Dyskografia
- Sramik (demo) - 1997
- Vivalavida - 1999
- French Cancan - 1999
- Fear Not - 2001
- Collection Prestige - 2005